# Hammoon
Hammoon är en by och en civil parish i Dorset i England. Orten har 49 invånare (2001). Byn nämndes i Domedagsboken (Domesday Book) år 1086, och kallades då Hame.